# Bogdan Khmelnitski
Pour les articles homonymes, voir Bohdan et Khmelnytskyï.
Bohdan Khmelnytsky (ukrainien : Богдан Хмельницький), ou Bogdan Khmelnitski (russe : Богдан Хмельницкий), membre du clan Abdank, né le 27 décembre 1595 et mort le 27 juillet 1657, est un chef militaire et politique des Cosaques d'Ukraine, alors territoire relevant de la république des Deux Nations (royaume de Pologne et grand-duché de Lituanie). Il est à l'origine d'un soulèvement contre la noblesse polonaise en 1648, puis d'un rapprochement entre les Cosaques et la Russie (ou « Moscovie ») par le traité de Pereïaslav, en 1654.
Bohdan Khmelnytsky devient après sa mort une véritable légende, symbole de la résistance cosaque et héros ukrainien. Mais son hetmanat a aussi été marqué par des massacres de Polonais, d'uniates et surtout de Juifs ; il porte la responsabilité de la mort de plusieurs dizaines de milliers d'entre eux.

## Biographie

### Origines familiales et formation
D'origine noble, il est probablement né en Ukraine centrale à Tchyhyryne.
Son père a été au service de l'hetman du royaume de Pologne Stanisław Żółkiewski qui lui fait don de la terre de Soubotiv en 1617.
Bohdan Khmelnytsky étudie chez les jésuites à Lwow et sans doute à Cracovie.

### Au service de la république des Deux Nations

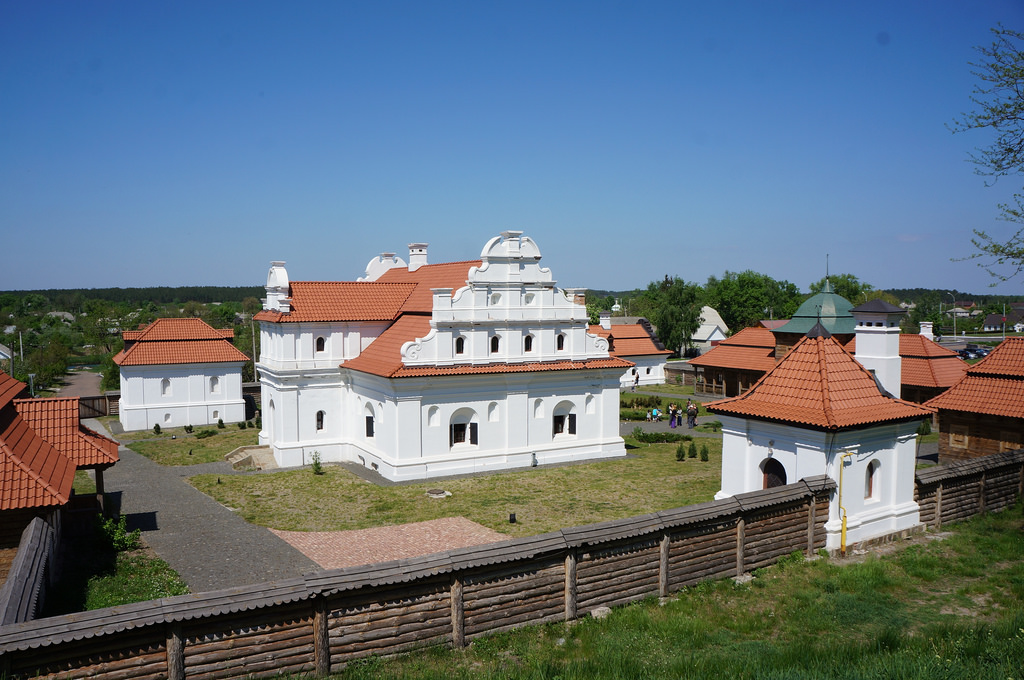
Sa maison à Tchiguirine.

En 1620, il prend part à la bataille de Cecora contre l'armée ottomane, au cours de laquelle son père meurt. Lui-même est fait prisonnier. Il apprend alors le turc et le tatar.
En 1637, il devient secrétaire militaire des Cosaques enregistrés, puis commandant d'une sotnia cosaque.
Il commence une existence de noble cosaque ordinaire, lorsqu'un conflit personnel l'oppose à Daniel Czapliński un staroste. Il tente de régler le conflit par l'intercession de différentes autorités, il rencontre Ladislas IV Vasa en 1646. Mais le conflit dure et s'envenime, Daniel Czapliński l'oblige avec sa famille à quitter sa demeure, son fils est molesté. Il perd son épouse et se remarie avec Helena Czapliński, Hélène de la Steppe. En 1647 il continue ses consultations et les étend vers la Russie et les cosaques zaporogues.

### Départ chez les Cosaques zaporogues

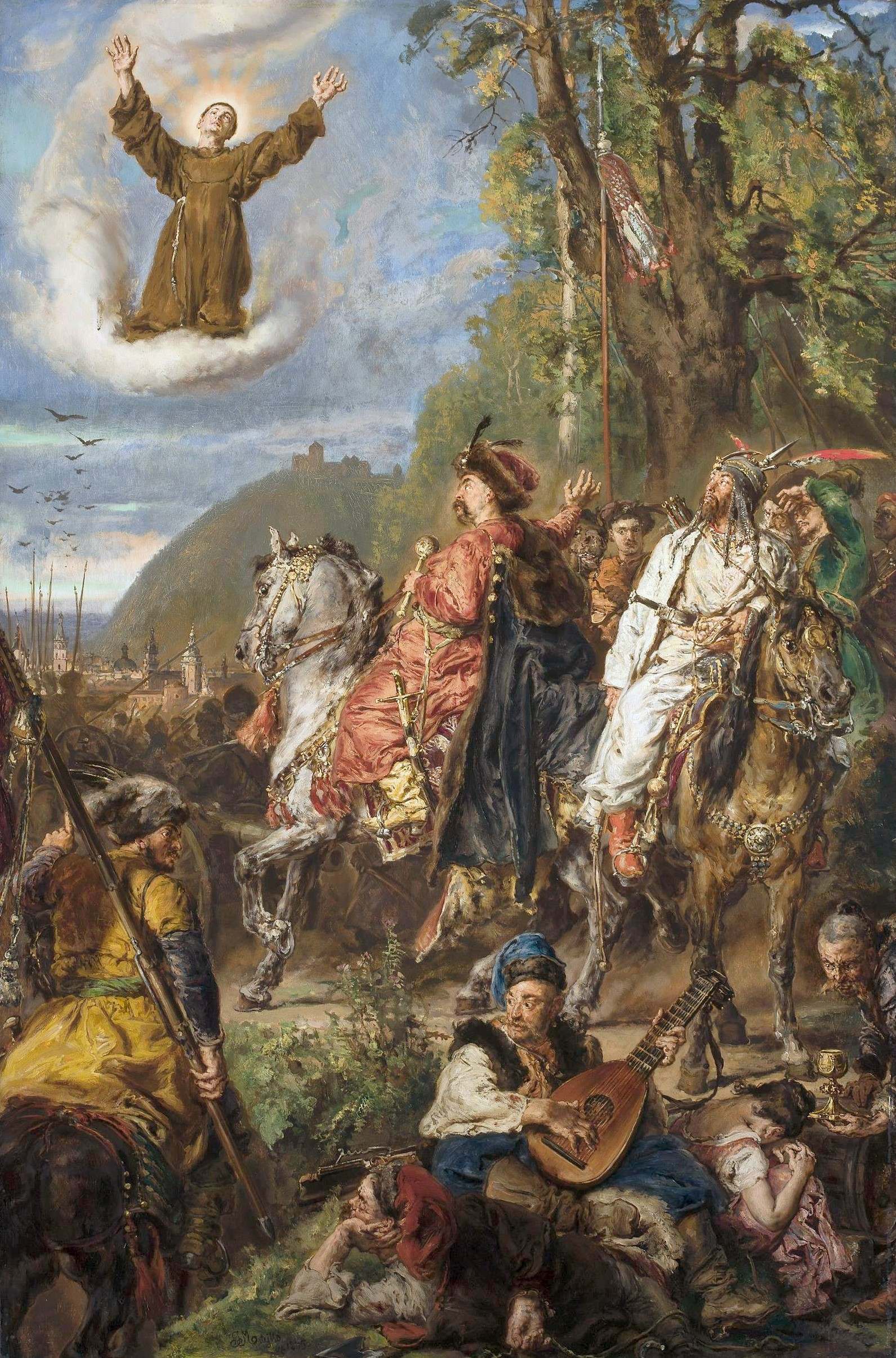
Toile de 1885 de Jan Matejko représentant Bohdan Khmelnytsky avec le stratège tatar de Crimée Toğay bey à Lviv. Effrayés par l'apparition de Saint Jean de Dukla dans le ciel au-dessus de la ville, Khmelnytsky et Toğay bey renoncèrent à l'assiéger et se retirèrent sans combattre. L'événement de 1648 est commémoré à Lviv par une colonne votive toujours visible aujourd'hui.

Bohdan Khmelnitskyï décide de se venger et se réfugie chez les Cosaques zaporogues dont il devient hetman en 1648, avec l'aide des Tatars du khanat de Crimée.

### Soulèvement: période 1648-1649
Il incite alors les paysans ukrainiens (orthodoxes) à la révolte, ceux-ci espérant échapper à la domination des nobles polonais (catholiques), secondés par des régisseurs souvent juifs. L'Ukraine a déjà connu plusieurs révoltes, mais celle-ci se transforma en guerre de libération en raison des problèmes religieux, sociaux et nationaux cumulés sur les terres ukrainiennes.
Khmelnytsky soulève toute l'Ukraine et rassemble autour de lui une armée de plus de 80 000 hommes. Il bat  à plusieurs reprises l'armée polonaise, commandée notamment par le prince Jeremi Wiśniowiecki, voïvode d'Ukraine. Cette première phase de la guerre est conclue par le traité de Zboriv et la création de l'Hetmanat cosaque. Mais les combats reprennent assez vite ensuite.

### Période 1650-1654 et rapprochement avec la Russie

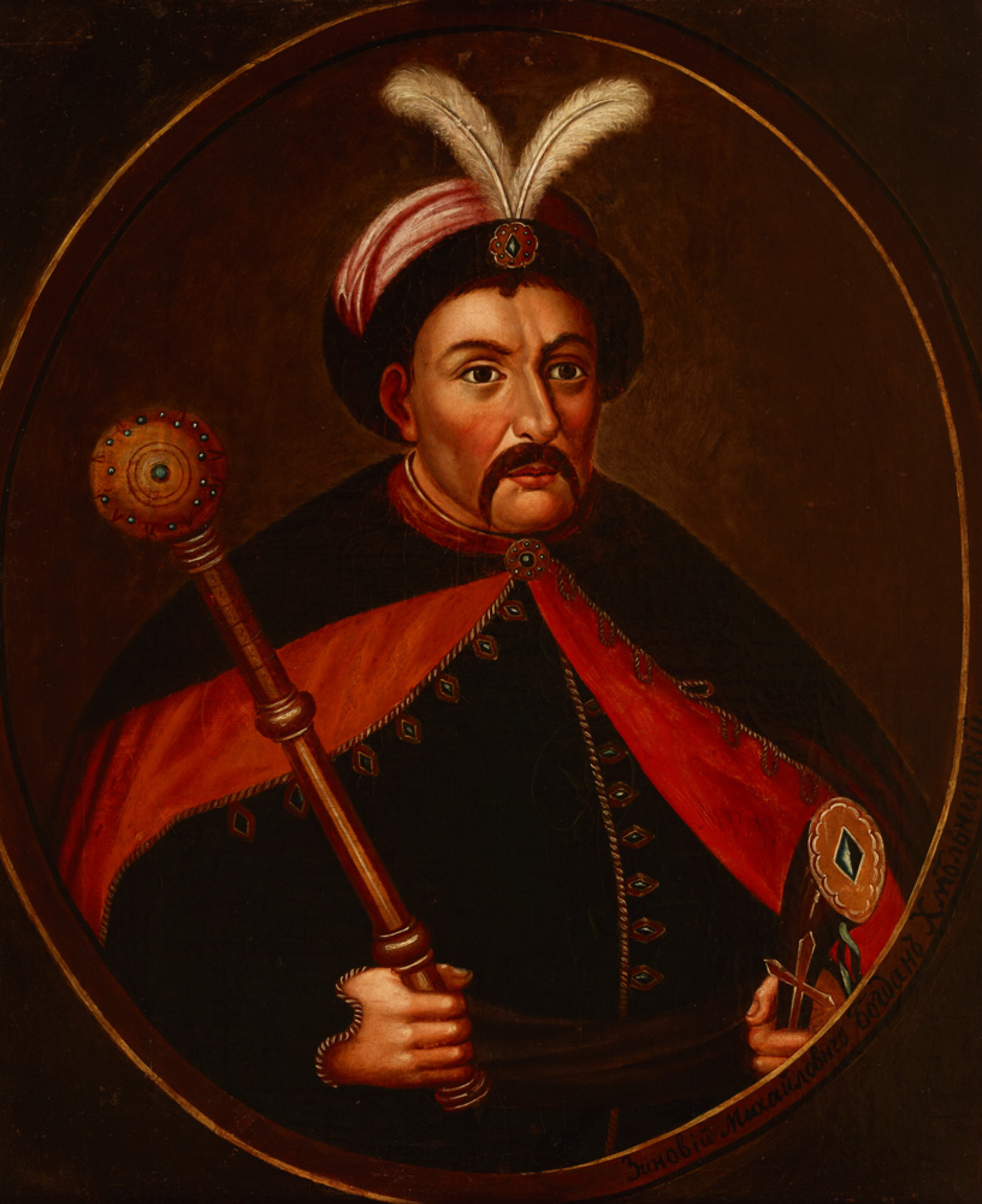
Portrait de Bogdan Khmelnitski, fin du XVIIIe siècle, musée national de Cracovie

Les batailles des années suivantes sont défavorables aux cosaques ukrainiens et réduisent les avantages obtenus à Zboriv.
Khmelnytsky se tourne alors vers le tsar Alexis Ier de Russie par des ambassadeurs issu du monastère des Rocs Oussiknovenski et convainc (non sans mal) les Cosaques de se mettre sous sa protection.
Le traité de Pereïaslav de 1654 entérine ce rapprochement.

### Rapprochement avec la Suède
Mais la Russie, prend de plus en plus le contrôle de l'hetmanat cosaque, ce qui conduit Bohdan Khmelnytsky à se tourner vers une alliance avec une autre puissance, la Suède. Ces tractations n'aboutirent pas.

### Mort

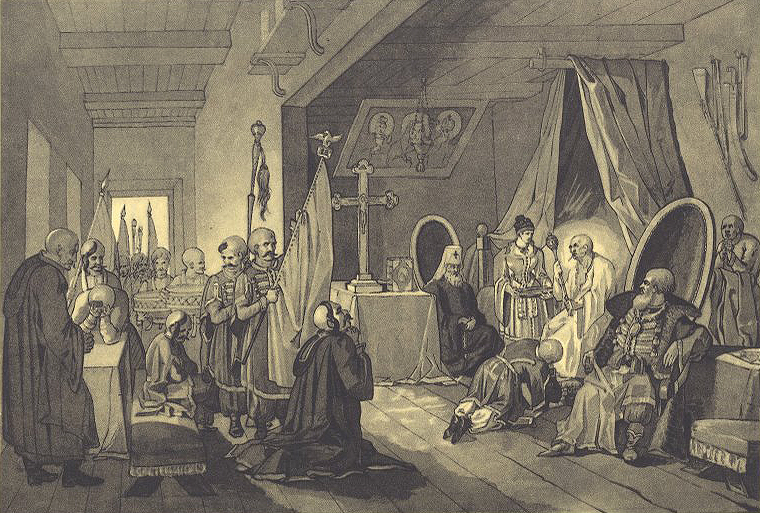
Mort de Bohdan par Taras Chevtchenko (1836-37).

Le 22 juillet 1657, Khmelnytsky est touché par une hémorragie cérébrale qui le laisse paralysé. Il meurt le 27 juillet.
Ses funérailles ont lieu le 23 août dans son domaine de Soubotiv.
Khmelnytsky avait prévu de rendre la dignité d'hetman héréditaire dans sa famille et il avait fait élire avant sa mort son fils Iouri comme successeur. Iouri étant encore mineur et pas particulièrement apte à assumer la charge, les Cosaques décidèrent en octobre 1657 d'élire Ivan Vyhovsky, aristocrate ukrainien cultivé et intelligent.

## Mariage et descendance
Bohdan Khmelnytsky se marie avec Anna Somko. ils eurent 5 enfants :
- Stepanida
- Olena
- Kateryna
- Tymofiy (en) (* 1632, † 5/15 septembre 1653) qui épousa Roxanda Lupu.
- Iouri (* 1641 † 1685)

## Historiographie

### Massacres et pogroms

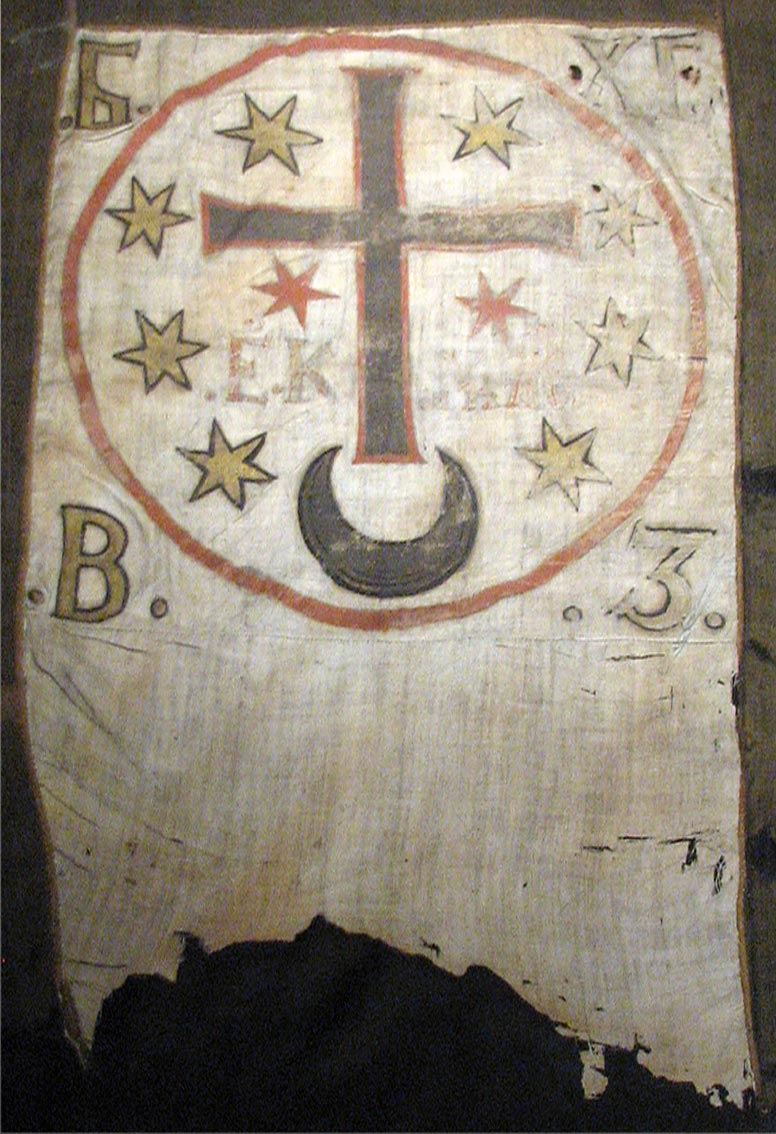
Etendart de Bohdan Khmelnytsky, exposé au musée de l'Armée à Stockholm (Suède)

De nombreux massacres ont lieu en Ukraine pendant ces années. Ils visent des Polonais, des uniates, considérés comme hérétiques et accusés d'être les agents de la polonisation, ainsi que des Juifs, dont certains sont des intermédiaires économiques entre la classe dirigeante et les paysans, ceci s'ajoutant à l'antijudaïsme religieux traditionnel et à la désignation des Juifs comme boucs émissaires.
Les pogroms déciment particulièrement les communautés juives d'Ukraine, réduisent en cendres des centres importants de Volhynie, de Lituanie et de Pologne,.
Ces événements sanglants, comportant des épisodes d'une extrême cruauté, sont évoqués par de nombreux auteurs. Dans son livre Le Fond de l'abîme, Nathan ben Moses Hannover (en), témoin oculaire, appelle Khmelnytsky « le persécuteur » en décrivant les malheurs des Juifs, massacrés, ou convertis de force au christianisme, ou vendus comme esclaves sur les marchés de Constantinople - comme c'est également le cas de catholiques romains et de chrétiens uniates tués ou emmenés en captivité. 

Un roman d'Isaac Bashevis Singer publié en 1933 débute par une chronologie historique évoquant cette période de persécutions et de tueries antijuives en Ukraine en 1648-1649. Il cite une complainte de badkhn, l’amuseur traditionnel des mariages juifs, qui rappelle ces épisodes : 

« Les haïdamaks nous ont massacrés et martyrisés.
Ils tuèrent de jeunes enfants, ils enlevèrent des femmes.
Chmielnicki fendait les ventres et y cousait des chats (à cause de nos péchés !).
Voilà pourquoi nous nous lamentons si fort et t’implorons,
Venge, Seigneur, le sang de tes saints massacrés ! »

— Carole Ksiazenicer-Matheron, Messianisme et intertextualité dans La Corne du bélier, d'Isaac Bashevis Singer.
 Le nombre de Juifs tués durant cette période varie selon les sources. 40 000 selon Shaul Stampfer (en), 50 000 à 60 000 selon l'historien Henri Minczeles, de 80 à 100 000, selon l'historien Ilia Tcherikover. D'autres historiens considèrent que faute de données fiables, il est impossible d'établir des chiffres précis. 

« À ce jour le soulèvement de Khmelnytsky est considéré par les Juifs comme l'un des événements les plus traumatisants de leur histoire ».

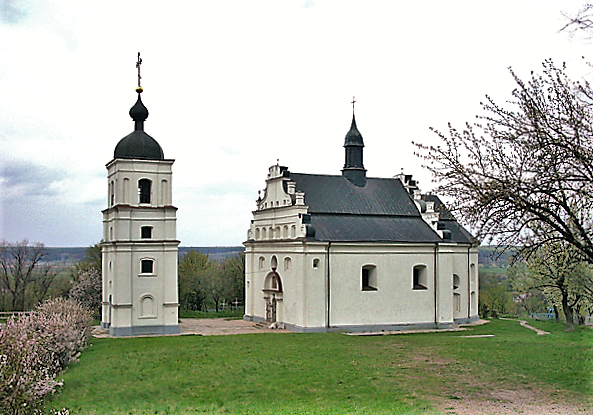
Église de Soubotiv, construite par Khmelnitski qui y est enterré.

### Jugements sur Bohdan Khmelnytsky
Le rôle de Bohan Khmelnytsky dans l'histoire de l'Europe de l'Est est sans aucun doute important. Il a non seulement façonné l'avenir de l'Ukraine, mais a aussi considérablement modifié l'équilibre des pouvoirs en Europe orientale.

Du point de vue ukrainien moderne, il apparaît comme le père de la nation, ayant ouvert la voie vers l'indépendance. Il a inscrit sur la carte politique de l'Europe, par le traité de Zboriv, l'Ukraine sous la forme d'une entité autonome nommée « Hetmanat ». Un régiment de la République populaire ukrainienne portant son nom fut constitué le 1er mai 1917.

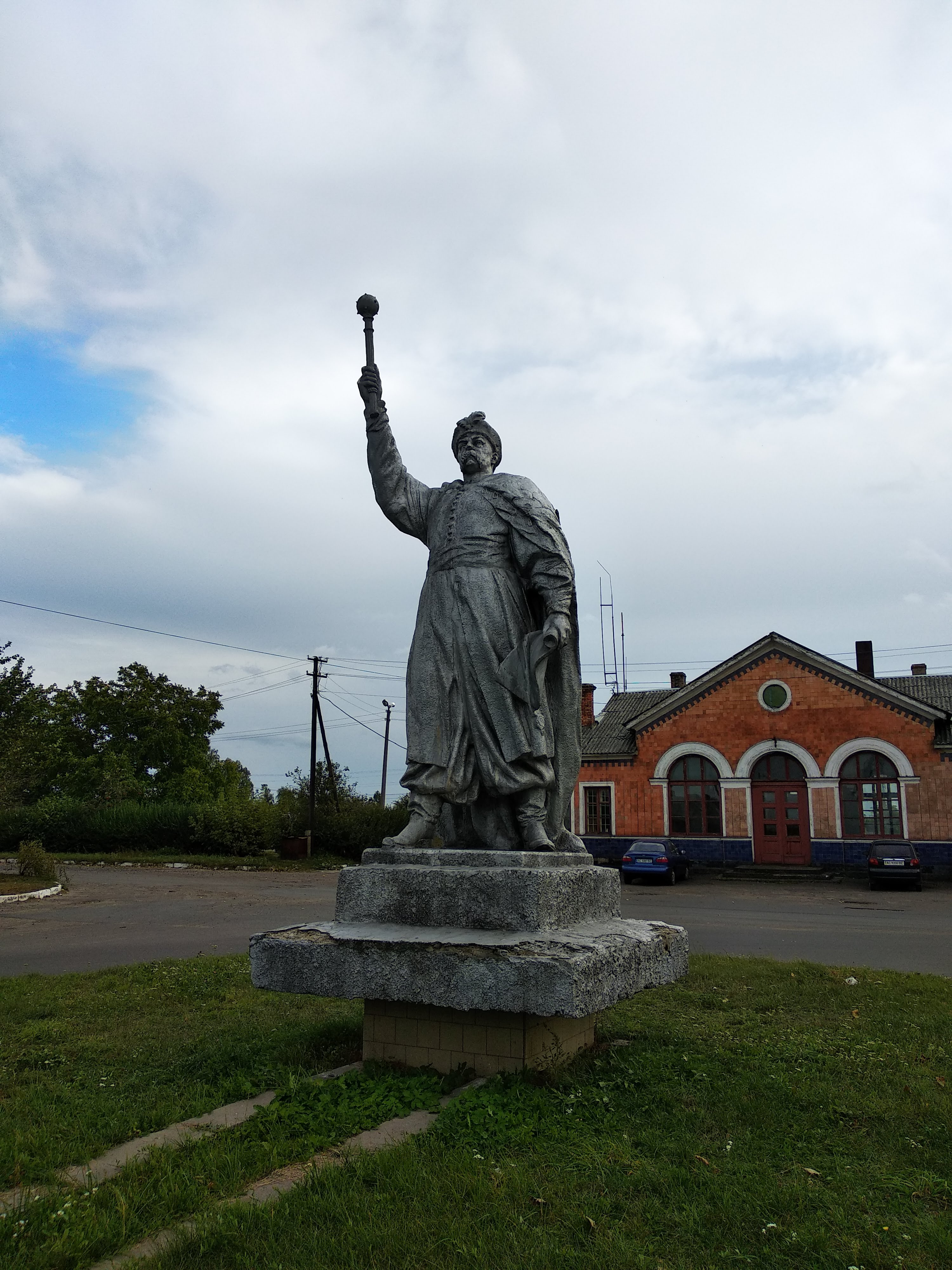
Statue à la gloire de Bohdan Khmelnytsky à Liouboml.

Pour les Russes, il a permis la réunification des terres de l'ancienne Rus' de Kiev (en fait partiellement) en signant le traité de Pereïaslav. La Moscovie revendiquait pour elle en effet l'héritage historique de cette ancienne principauté slave orientale. Bohdan Khmelnytsky est donc perçu comme un personnage positif, mais dans une approche historique différente du point de vue ukrainien. L'historiographie soviétique a également positionné ce personnage comme positif, symbolisant la « fraternité » entre « peuples frères », en l'occurrence Russes et Ukrainiens. Une médaille militaire, l'ordre de Bogdan Khmelnitski fut d'ailleurs créée en son honneur.

Pour les Polonais, Bogdan Khmelnitski apparaît comme l'homme ayant affaibli durablement la puissance polonaise. Dans la terminologie polonaise, cette période est appelée « le Déluge » et marque le début de l'affaiblissement de la Pologne. Un affaiblissement qui mènera aux partages de la Pologne au XVIIIe siècle. Bogdan Khmelnytsky marqua la conscience polonaise, il sera d'ailleurs un personnage important de plusieurs ouvrages contemporains de fiction dont la Trilogie Par le fer et par le feu écrite par Henryk Sienkiewicz.

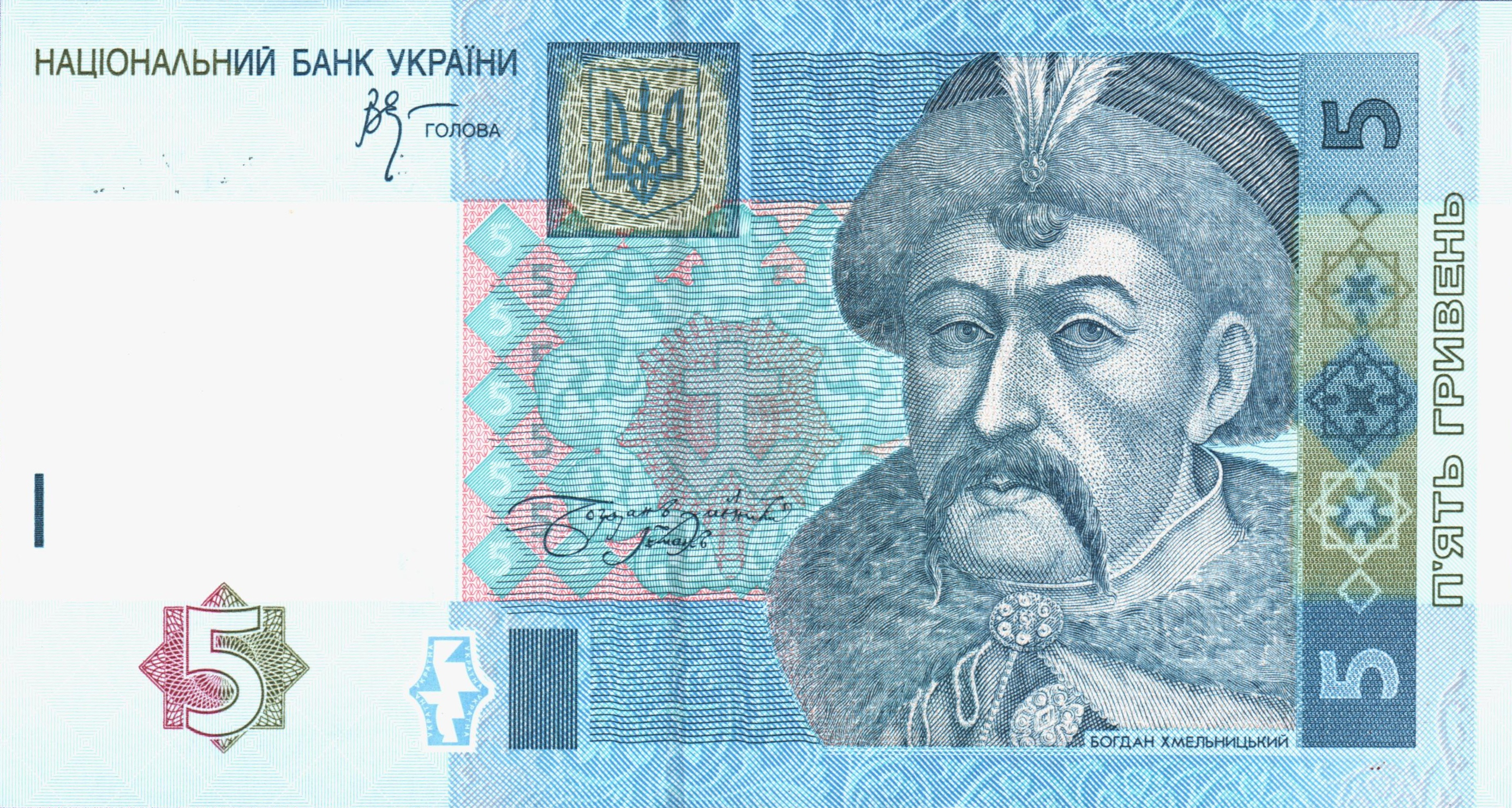
Billet de 5 Hryvnas en 2005.

Enfin, comme Bohdan Khmelnytsky est la cause de l'un des plus grands pogroms anti-juifs de l'Histoire en Europe, il est donc perçu comme un personnage négatif dans l'histoire de ce peuple.
Cependant, comme Maksym Kryvonis et Khmelnytsky font figure de héros nationaux mais sont souvent accusés par les historiens du génocide systématique des Juifs en 1648-49, l'archevêque Jonathan de Tulchinsky et Bratslav de l'Église orthodoxe ukrainienne du patriarcat de Moscou accuse en 2010 l'armée cosaque de Bohdan Khmelnytsky de nettoyage ethnique et du meurtre délibéré de milliers de Juifs dans la rive droite de l'Ukraine et les mêmes accusations sont répétées en 2018 par le Premier ministre polonais Mateusz Morawiecki, qui place Khmelnytsky parmi ceux qui ont commis les plus grands crimes contre le peuple juif, en le comparant à Hitler.

## Hommages

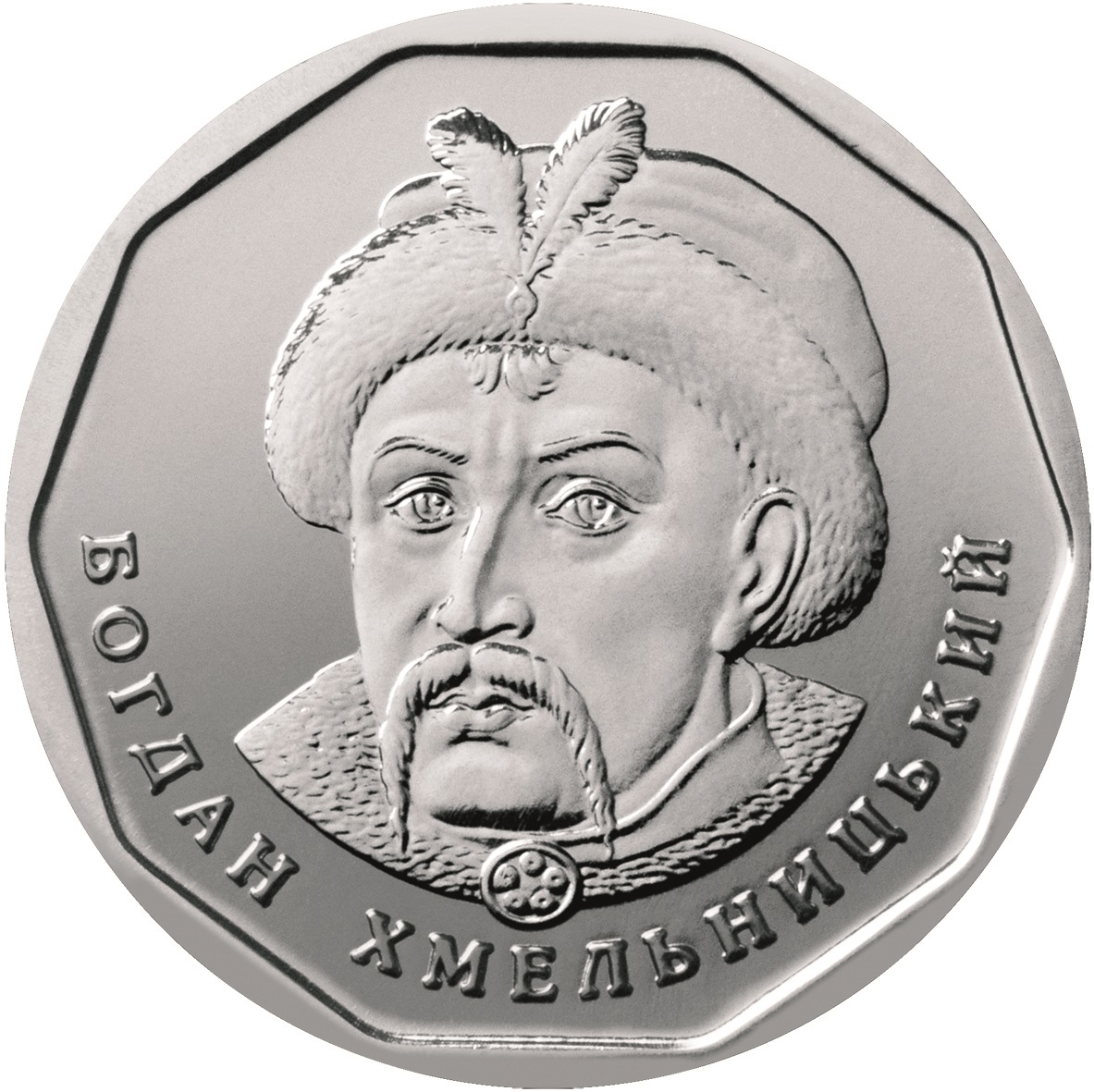
Pièce de cinq Hryvnia en 2018.

- Pièce de cinq Hryvnia en 2018.Bohdan Khmelnytskyi a son musée Bogdan Khmelnitski à Tchyhyryne où existe toujours ses demeures et des monuments dans de nombreuses villes ont été érigés en son honneur.
- Son effigie est utilisée sur des pièces ukrainiennes. Depuis l'indépendance de l'Ukraine en 1991, des billets à son effigie sont mis en circulation.

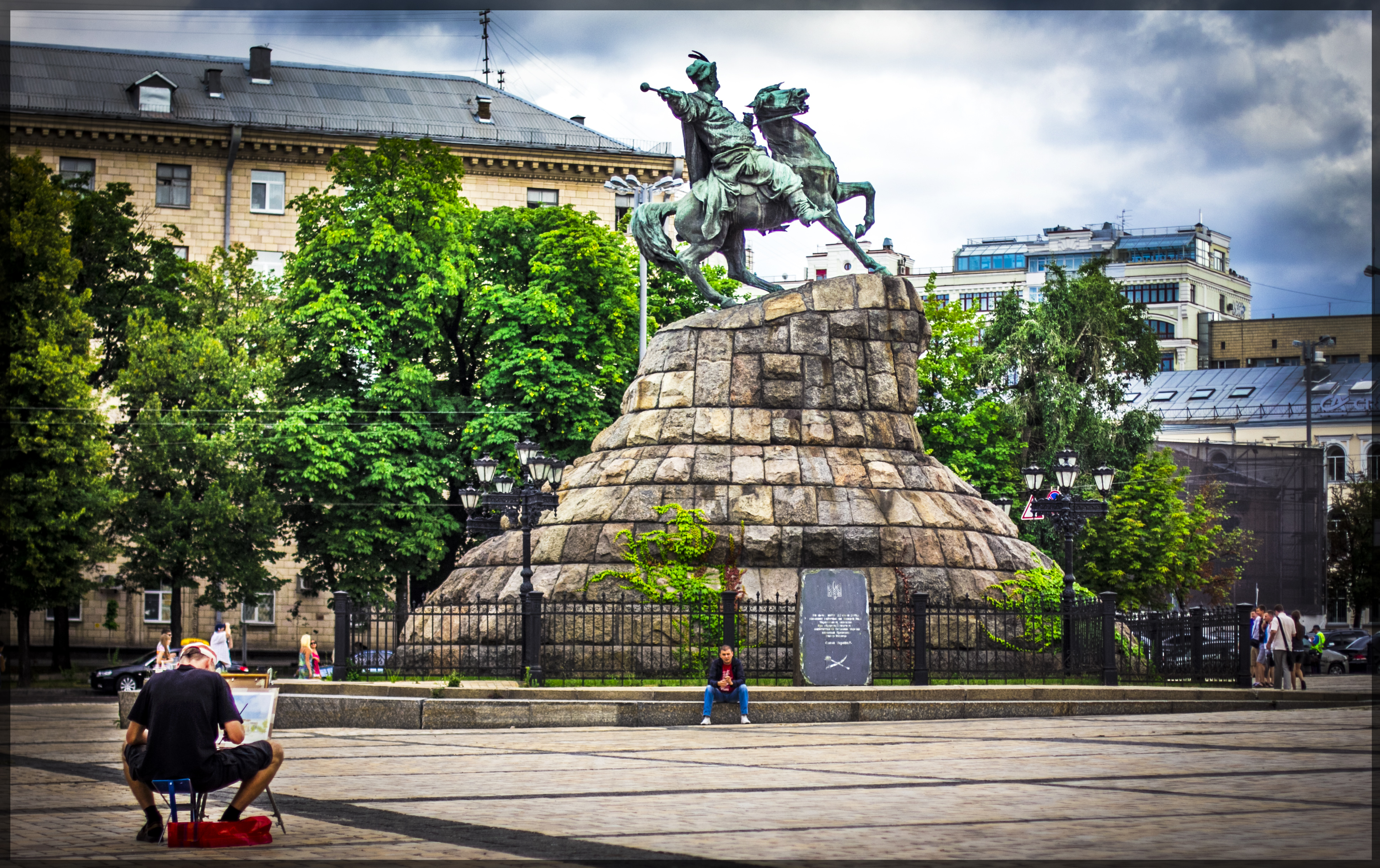
Monument Bohdan Khmelnytsky à Kiev.

- Un oblast d'Ukraine porte son nom. Monument Bohdan Khmelnytsky à Kiev.La ville ukrainienne de Khmelnytskyi porte le nom de Khmelnytsky.
- Dans la plupart des villes ukrainiennes, il existe des rues Bohdan Khmelnytskyi, ainsi que l'avenue Bohdan Khmelnytskyi dans la ville de Dnipro.
- À l'époque de l'URSS, l'ordre de Bohdan Khmelnytski était destiné à récompenser les officiers et les sous-officiers. En outre, l'ordre de Bohdan Khmelnytskyi est créé dans l'Ukraine moderne pour récompenser les citoyens ukrainiens pour des mérites particuliers dans la protection de la souveraineté de l'État, de l'intégrité territoriale et dans le renforcement de la capacité de défense et de la sécurité de l'Ukraine.
- La Brigade présidentielle séparée « Hetman Bohdan Khmelnytskyi » , une unité des Forces armées ukrainiennes chargée de protéger le président de l'Ukraine, est nommée en l'honneur de Khmelnytsky.

### Bohdan Khmelnytsky au cinéma
Le film Bogdan Khmelnitski réalisé par Igor Savchenko sort en 1941, avec Nikolai Mordvinov dans le rôle principal.